# Amlodipine/benazepril
Amlodipine / benazepril, được bán trên thị trường dưới tên Lotrel và các thương hiệu khác, là một loại thuốc dùng để điều trị huyết áp cao. Nó là sự kết hợp của amlodipine, thuốc chẹn kênh calci và benazepril, chất ức chế men chuyển angiotensin. Nó có thể được sử dụng nếu một tác nhân cho thấy là không đủ. Thuốc này được đưa vào cơ thể bằng cách uống qua đường miệng.
Các tác dụng phụ thường gặp của thuốc này bao gồm ho, chóng mặt và sưng. Tác dụng phụ nghiêm trọng của thuốc có thể bao gồm phù mạch, nhồi máu cơ tim, kali máu cao, các vấn đề về gan và huyết áp thấp. Việc sử dụng amlodipine/benazepril trong thai kỳ không được khuyến khích. Amlodipine hoạt động bằng cách tăng kích thước của các động mạch trong khi benazepril hoạt động bằng cách giảm hoạt động của hệ thống renin-angiotensin-aldosterone.
Thuốc kết hợp này đã được chấp thuận cho sử dụng y tế tại Hoa Kỳ vào năm 1995. Nó có sẵn như là một loại thuốc gốc. Một tháng cung cấp thuốc này ở Hoa Kỳ có chi phí bán buôn khoảng 4,50 USD. Năm 2016, đây là loại thuốc được kê đơn nhiều thứ 140 tại Hoa Kỳ với hơn 4 triệu đơn thuốc.

## Sử dụng y tế
Amlodipine /benazepril được sử dụng để điều trị huyết áp cao. Đây không phải là  loại thuốc điều trị được chọn đầu tiên khi chữa bệnh huyết áp.